# Steven Riddick
Steven Earl „Steve” Riddick (ur. 18 września 1951 w Newport News w Wirginii) – amerykański lekkoatleta sprinter, mistrz olimpijski w Montrealu z 1976.
Zdobył złoty medal w sztafecie 4 × 100 metrów (która biegła w składzie: Thomas Whatley, Wardell Gilbreath, Larry Brown i Riddick) na uniwersjadzie w 1973 w Moskwie.
W 1975 miał najlepszy czas na świecie w biegu na 100 metrów – 10,05 s. Na igrzyskach olimpijskimi w 1976 w Montrealu odpadł w półfinale biegu na 100 metrów, głównie z powodu fatalnego startu. W sztafecie 4 × 100 metrów biegł na ostatniej zmianie. Wraz z kolegami (Harvey Glance, John Wesley Jones i Millard Hampton) zdobył w tej konkurencji złoty medal olimpijski osiągając w finale czas 38,33 s.
3 września 1977 w Düsseldorfie podczas zawodów pucharu świata ustanowił wraz z kolegami rekord świata w sztafecie 4 × 100 metrów wynikiem 38,03 s. Sztafeta biegła w składzie Bill Collins, Riddick, Cliff Wiley i Steve Williams.
Zdobył złoty medal w sztafecie 4 × 100 metrów (w składzie: Mike Roberson, Glance, Wiley i Riddick) na igrzyskach panamerykańskich w 1979 w San Juan. Zajął 2. miejsce w tej konkurencji w zawodach pucharu świata w 1979 w Montrealu (sztafeta USA biegła w składzie: Roberson, Glance, Mel Lattany i Riddick)
Nigdy nie zdobył mistrzostwa Stanów Zjednoczonych. W akademickich mistrzostwach Stanów Zjednoczonych (NCAA) zajął 2. miejsce w 1973 i 3. miejsce w 1974, oba w biegu na 100 jardów.
Po zakończeniu kariery sportowej pracował jako trener lekkoatletyczny. Jego podopiecznymi byli m.in. Marion Jones i Tim Montgomery. W 2007 został skazany za oszustwa bankowe i pranie brudnych pieniędzy na pięć lat, a za fałszowanie czeków na trzy miesiące.

## Rekordy życiowe
Rekordy życiowe Riddicka:
- bieg na 100 jardów – 9,46 s (1 czerwca 1973, Crawfordsville)
- bieg na 100 metrów – 10,05 s (20 sierpnia 1975, Zurych)
- bieg na 200 metrów – 20,31 s (20 sierpnia 1975, Zurych)